# Eleições gerais na Costa Rica em 2010
As eleições gerais costarriquenhas de 2010 foram realizadas em 7 de fevereiro de 2010.

## Resultados
A candidata do governo, Laura Chinchilla (Partido da Libertação Nacional), foi eleita com 46,7% dos votos. Ela se declarou vencedora depois de seus rivais admitirem a derrota. Ela é a primeira mulher a governar o país. "É um momento de alegria e de humildade. O povo me deu sua confiança e não trairei esta confiança", disse ela. O candidato centro esquerdista, Ottón Solís (Ação Cidadã), que estava na contagem em segundo lugar, com 24,6% dos votos, e o direitista Otto Guevara (Movimento Libertário), com 21,3% dos votos, reconheceram a derrota para Chinchilla. A percentagem restante se divide entre outros seis candidatos presidenciais de partidos minoritários.
| Candidato (a)                           | Partido                                 | Votos     | %     |
| --------------------------------------- | --------------------------------------- | --------- | ----- |
| Laura Chinchila                         | Partido da Libertação Nacional          | 863,803   | 46.78 |
| Ottón Solís                             | Partido da Ação Cidadã                  | 464,454   | 25.15 |
| Otto Guevara                            | Movimento Libertário                    | 384,540   | 20.83 |
| Luís Fishman                            | Partido da Unidade Social Cristã        | 71,330    | 3.86  |
| Óscar López                             | Acessibilidade sem Exclusão             | 35,215    | 1.91  |
| Mayra González                          | Partido de Renovação da Costa Rica      | 13,376    | 0.72  |
| Eugênio Trejos                          | Frente Ampla                            | 6,822     | 0.37  |
| Rolando Araya                           | Partido da Aliança Patriótica           | 3,795     | 0.21  |
| Walter Muñoz                            | Partido da Integração Nacional          | 3,198     | 0.17  |
| Votos inválidos/em branco               | Votos inválidos/em branco               | 39,514    |       |
| Total                                   | Total                                   | 1,950,847 | 100.0 |
| Eleitores registados/afluência às urnas | Eleitores registados/afluência às urnas | 2,822,491 | 69.12 |
| Fonte:TSE                               |                                         |           |       |

## Resultados da eleição parlamentar
| Partido                          | Votos   | %     | Assentos |
| -------------------------------- | ------- | ----- | -------- |
| Partido de Libertação Nacional   | 708.043 | 37,16 | 23       |
| Partido da Ação da Cidadania     | 334.636 | 17,68 | 11       |
| Partido do Movimiento Libertário | 275.518 | 14,48 | 9        |
| Acesso sem Exclusão              | 171.858 | 9,17  | 4        |
| Partido Unidade Social Cristã    | 155.047 | 8,05  | 6        |
| Partido Renovação Costariccense  | 73.150  | 3,79  | 1        |
| Frente Ampla                     | 68.987  | 3,66  | 1        |
| Restauração Nacional             | 29.530  | 1,62  | 1        |
| Fonte:                           |         |       |          |